# Oddbjørn By
Oddbjørn Vegard By, född 24 juli 1981 i Førde, Norge, är en norsk minneskonstnär. 
By kan memorera en kortlek på 43 sekunder, har deltagit i internationella mästerskapen i grenen och är Grand Master of Memory. 14 februari 2006 satte han rekord i att memorera så många siffror som möjligt på en minut. Han memorerade de 72 siffrorna  508143734231477541855278299951126315169613628409804098040962162271578254 korrekt. Rekordet var fyra siffror fler än doktor Gunther Karstens gamla rekord. By har givit ut boken Memo: den enklaste vägen till bättre minne.
Han har studerat vid Bergens universitet med stor framgång. Han tentade av en kurs i utdöda religioner på två dagar, och blev väl godkänd.